# Чалий Валерій Олексійович
Вале́рій Олексі́йович Ча́лий (нар. 1 липня 1970, Вінниця, Українська РСР) — український політик, дипломат, громадський і державний діяч. Надзвичайний і Повноважний Посол України. Заступник Глави Адміністрації Президента України (2014—2015). Надзвичайний і Повноважний Посол України у США (2015—2019). Надзвичайний і Повноважний Посол України в Республіці Тринідад і Тобаго за сумісництвом (2016—2019)

## Освіта
У 1992 році закінчив Вінницький державний педагогічний інститут (історичний факультет).
У 1995 році закінчив аспірантуру Інституту міжнародних відносин Київського національного університету імені Тараса Шевченка (факультет міжнародного права).

## Трудова діяльність

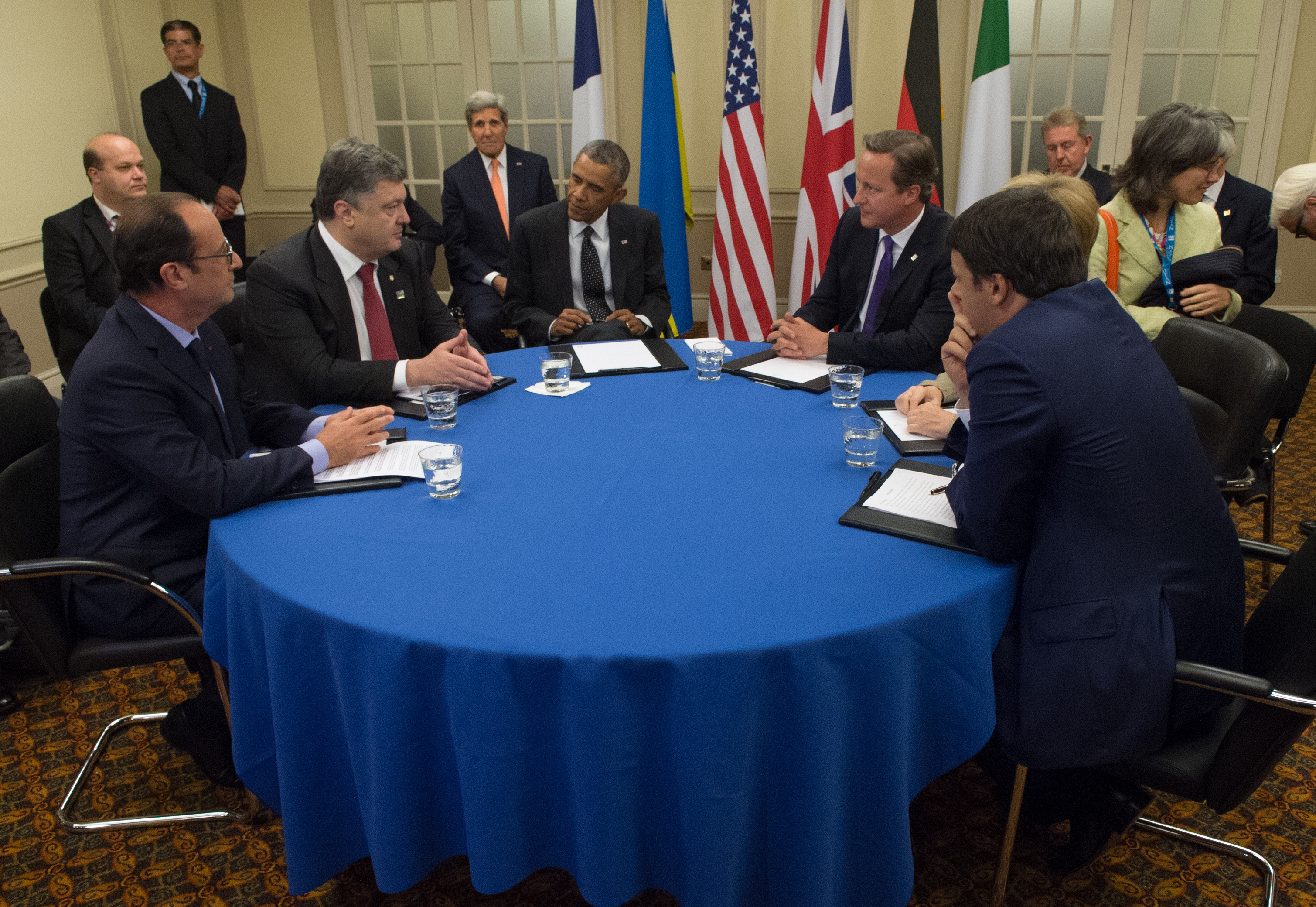
Посол України в США Валерій Чалий на зустрічі Президентів Петра Порошенка та Барака Обами

1995 — старший консультант групи помічників і референтів Президента України Леоніда Кучми, якою керував перший помічник глави держави Олександр Разумков.
1995–1997 — директор міжнародних правових програм Українського центру економічних і політичних досліджень (у 2000 році центру було присвоєно ім'я Олександра Разумкова).
1997–1999 — помічник заступника Секретаря Ради національної безпеки і оборони України Олександра Разумкова. Секретарем РНБОУ в ті роки був Володимир Горбулін.
З грудня 1999 — директор міжнародних програм Центру Разумкова.
З травня 2000 — позаштатний консультант Комітету у закордонних справах Верховної Ради України.
З січня 2002 — член наукової ради Міністерства закордонних справ України.
З грудня 2002 — член науково-експертної ради при Комітеті ВР з питань європейської інтеграції.
З листопада 2006 — заступник генерального директора Центру Разумкова, директор міжнародних програм.
З листопада 2009 по квітень 2010 — заступник Міністра закордонних справ України.
З травня 2010 — заступник генерального директора Центру Разумкова.
23 серпня 2014 присвоєний дипломатичний ранг Надзвичайного і Повноважного Посла.

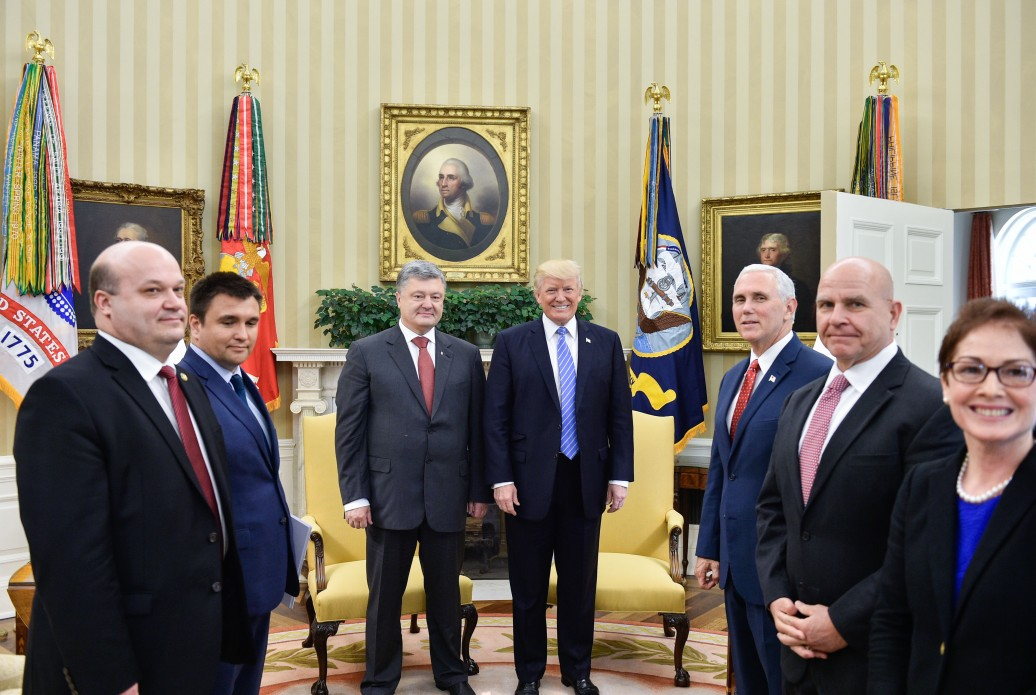
Посол України в США Валерій Чалий на зустрічі Президентів Петра Порошенка та Дональда Трампа в Білому домі 2017

З 19 червня 2014 по 10 липня 2015 — заступник Глави Адміністрації Президента України.
З 10 липня 2015 по 19 липня 2019 — Надзвичайний і Повноважний Посол України у США.
24 липня 2015 — вручив копії вірчих грамот в Держдепартаменті США.
3 серпня 2015 року вручив вірчі грамоти Президенту США Бараку Обамі.
З 12 квітня 2016 по 19 липня 2019 — Надзвичайний і Повноважний Посол України в Республіці Тринідад і Тобаго за сумісництвом.
1 листопада 2018 року постановою уряду Російської Федерації включений до списку українських громадян, проти яких запроваджені російські санкції.
14 жовтня 2019 року в інтерв'ю виданню «Лівій берег» повідомив, що звільнився з державної служби у Міністерстві закордонних справ України, пояснивши це тим, що "підходи нинішньої президентської канцелярії суперечать його уявленням про «традиційну дипломатію».
|  | «Я ухвалив рішення припинити зараз державну службу. І я скажу чому. Для того, щоби працювати на американському напрямі, треба мати потужну скоординовану команду, яка би діяла від президента, міністра оборони, міністра закордонних справ, від бізнесу, який експортує в США, від парламенту. Щоби була довіра в українській команді, як це було раніше… Депутати різних політичних сил, коли приїжджали у Вашингтон, я всіх знаю, зустрічався і їм казав: в питаннях безпеки, оборони, підтримки України давайте діяти разом. І попри певні моменти, так і було. Зараз я цього не бачу», — сказав Чалий. |

## Родина та особисте життя
Дружина Людмила Мазука (1968) — кандидат історичних наук, дочка Ольга (1998), син Ярослав (2003).